# Arrernte

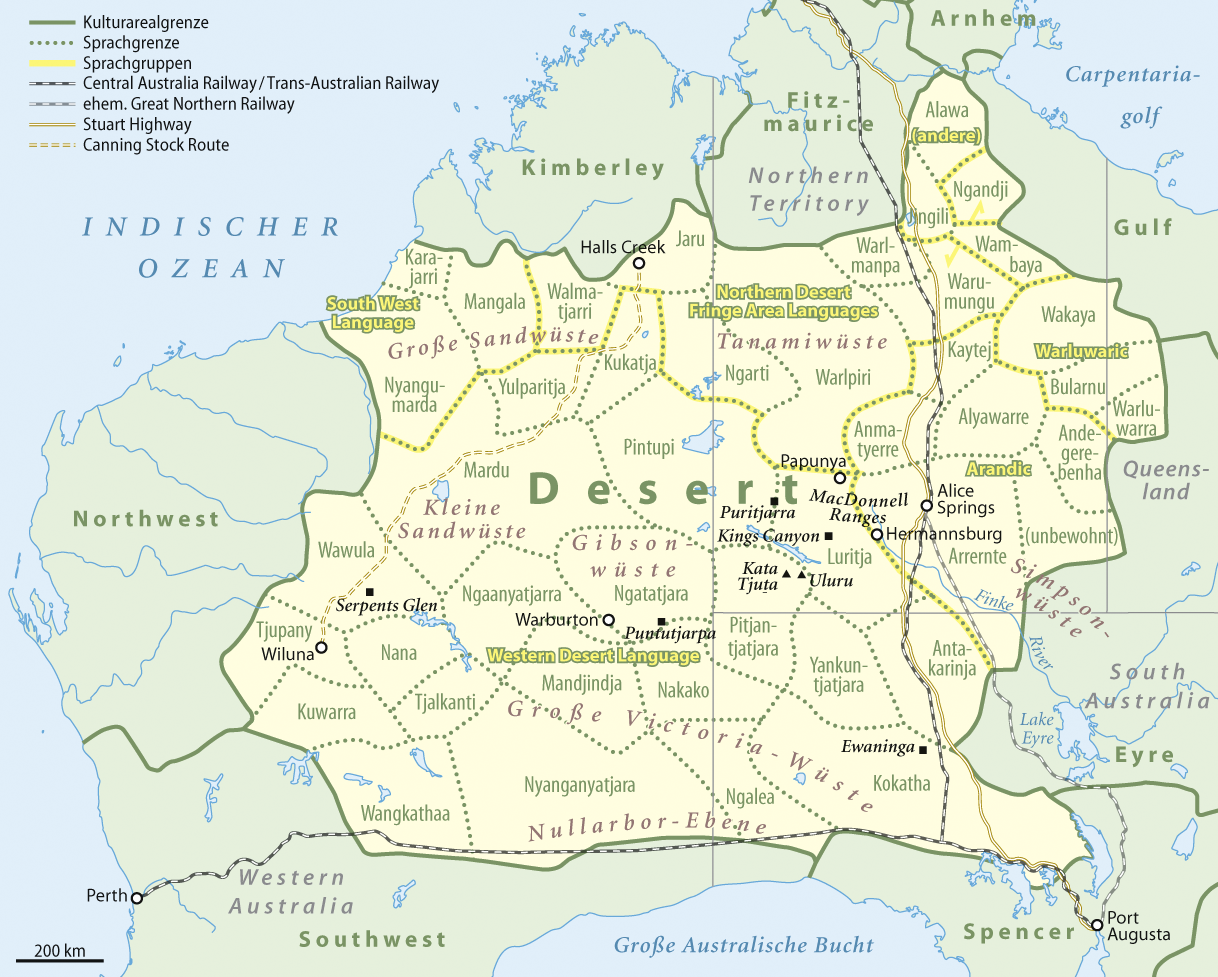
Kulturareal Desert

Die Arrernte (auch Aranda, Arunta, Arunda oder Ähnliches) sind ein Stamm der Aborigines in Zentral-Australien, die an der Macdonnell-Gebirgskette und in Alice Springs leben. Sie werden unterteilt in westliche, östliche, nördliche, südliche und zentrale Arrernte. In der Stadt Alice Springs führen rund 20 Prozent der 28.000 Einwohner ihre Herkunft auf die zentralen Arrernte zurück. Bekanntester Vertreter dieses Volkes war der Künstler Albert Namatjira.
Auch die Sprache der Arrernte wird Arrernte genannt. Sie gehört zur Sprachgruppe Arandic und ist somit eine Pama-Nyunga-Sprache.

## Kultur
Die Lebensweise der Arrernte wird heute gern als „Cowboy-Kultur“ bezeichnet, da sich die Menschen vom Rodeo bis zur Western-Musik gern damit identifizieren. Seit den 1960er Jahren findet jedoch eine Renaissance der Tradition wie bei kaum einem anderen Stamm Australiens statt. In den Outstations tragen Jagen und Sammeln wieder bis zu einem Viertel zur direkten Ernährung bei. Dabei werden sowohl Gewehre als auch Speere oder Feuer verwendet. Ebenso konnten sich die überlieferte Religion, Riten und Mythen über die Zeit der Kolonialisierung und Missionierung bis heute gut erhalten, wenngleich in vielen Bereichen durch christliches Gedankengut beeinflusst.
Der Sozialpsychologe Erich Fromm analysierte im Rahmen seiner Arbeit Anatomie der menschlichen Destruktivität anhand ethnographischer Aufzeichnungen 30 vorstaatliche Völker auf ihre Gewaltbereitschaft, darunter auch die Arrernte. Er ordnete sie abschließend den „lebensbejahenden Gesellschaften“ zu, deren Kulturen durch einen ausgeprägten Gemeinschaftssinn mit großer sozialer Gleichheit, eine freundliche Kindererziehung, eine tolerante Sexualmoral und geringe Aggressionsneigung gekennzeichnet sind. Siehe auch: „Krieg und Frieden“ in vorstaatlichen Gesellschaften.

## Rezeption
Die Aufzeichnungen ihrer Mythen von Carl Strehlow, Moritz von Leonhardi, Theodore George Henry Strehlow, Walter Baldwin Spencer und Francis James Gillen waren von großem Einfluss auf das Spätwerk des französischen Philosophen Lucien Lévy-Bruhl (La mythologie primitive) und auf die Anschauungen über die Verwandlung in Elias Canettis Studie Masse und Macht (Selbstvermehrung und Selbstverzehrung. Die Doppelgestalt des Totems).